# コーン・ペダーセン・フォックス
コーン・ペダーセン・フォックス（Kohn Pedersen Fox Associates, 略称KPF）は1976年に結成されたアメリカ合衆国を代表する建築設計事務所｡ 現在、ニューヨーク、ロンドン、上海に事務所がある。
一般的に、コーン・ペダーセン・フォックスはポストモダンの建築を志向しており、超高層ビルに佳作が多い｡
コーン・ペダーセン・フォックスの創立者はユージーン・コーン（A. Eugene Kohn; 1930年生まれ）、ウィリアム・ペダーセン（William Pedersen; 1938年生まれ及びシェルドン・フォックス（Sheldon Fox; 1930年-2006年）であり、現在Kコーン・ペダーセン・フォックスに所属する建築家は、400名以上いるといわれる。

## 主要作品
- 333ワッカー・ドライブ（333 Wacker Drive、1983年・アメリカ・シカゴ）
- 上海環球金融中心（Shanghai World Financial Center、2008年・中国・上海）
- JRセントラルタワーズ（2000年・名古屋）（デザインコンサルタントアーキテクト）
- ブルネイ財務省ビル（Ministry of Finance Building, Brunei、2001年・ブルネイ・バンダルスリブガワン）
- 六本木ヒルズ森タワー（2003年・東京六本木）
- コレド日本橋（日本橋一丁目ビルディング）（2003年・東京日本橋）（日本設計と協働）
- 大手町タワー（2014年・東京大手町）（外装デザイン）
- 東京ガーデンテラス紀尾井町（2016年・東京紀尾井町）（外装デザイン）
- 中国華潤大厦(China Resources Tower、中国・深圳)
- 蘇州国際金融中心（2018・中国・蘇州）
- JAKARTA MORI TOWER（2022年・インドネシア）